# Venus Awards 2011
Die Venus Awards 2011 fanden am 29. September 2011 im Tipi am Kanzleramt in Berlin statt.

## Preisträger
- Best Erotic Mobile Application - Bleepersex[2]
- Best Erotic Designer - Adult Profi[2]
- Special Erotic Performer - Pussykate[2]
- Best DVD Online Erotic Store/Blu-ray - dvderotik.com[2]
- Best Payment System - www.payment-network.com[2]
- Best Director - Ettore Buchi[2]
- Most Innovative Amateur Projects - Aische Pervers[2]
- Best New Erotic Affiliate Program - www.immocash.de[2]
- Best New Amateur DVD Series - MyDirtyHobby[2]
- Best Adult TV Channel - Hustler TV Germany[2]
- Best Fetish Website - www.clips4sale.com[2]
- Best Website Commercial - www.fundorado.com[2]
- Best VoD Offer - Sapphire Media International B.V.[2]
- Best Erotic Lifestyle Magazine - Penthouse Germany[2]
- Best Newcomer Actress - Anna Polina[2]
- Best Male Actor - Pornofighter Long John[2]
- Best Newcomer Amateur Girl - Sweet-Selina[2]
- Best Redlight Portal - www.berlinintim.de[2]
- Best Mobile Website - www.clipmobile.de[2]
- Best Toy Series International - Love to Love by Lovely Planet[2]
- Best Feature Movie - 007 Golden Ass (Paradise Film Entertainment)[2]
- Best Adult Trade Magazine - Sign EUROPE[2]
- Best Erotic Entertainment Duo - Maria Mia & Sharon da Vale[2]
- Best HD Channel - Hustler TV[2]
- Best Amateur DVD Series - Sexy Cora Amateurstars[2]
- Best New Adult Company - Magik View Entertainment[2]
- Best Erotic Affiliate Program - www.partnercash.com[2]
- Outstanding Acting Progress - Lena Nitro[2]
- Best Erotic TV Format - Babestand Productions[2]
- Most Ambitious High-End Productions - Mission Ass Possible/Smuggling Sexpedition (Private Media Group)[2]
- Best Amateur Girl - Lea4You[2]
- Best Design Innovation - Je Joue[2]
- Best VoD Offer - www.erotic-lounge.com[2]
- Best Innovation Internet - Saboom.com[2]
- Best Website Amateur - MyDirtyHobby.com[2]
- Best Female Actress - Roberta Gemma[2]
- International Successful Video Company - Goldlight[2]
- Best Adult TV Channel - Hustler TV[2]
- Best TV Presentation by Erotic Star - Stella Styles[2]
- Best Video Series - Soulbrettes Services (Marc Dorcel)[2]
- Business Woman of the Year - Kelly Holland[2]
- Best Blockbuster of the Year - Mission Ass Possible (Private Media Group)[2]